# Hiroyasu Aizawa
Hiroyasu Aizawa (jap. 会沢 仁康, Aizawa Hiroyasu; * 1. März 1961) ist ein ehemaliger japanischer Skispringer.
Bei den Junioren-Weltmeisterschaften 1979 in Mont Sainte-Anne gewann Aizawa hinter dem Kanadier Horst Bulau und dem deutschen Ulrich Pschera die Bronzemedaille von der Normalschanze. Sein erstes Springen im neu geschaffenen Skisprung-Weltcup sprang er am 27. Dezember 1979 in Cortina d’Ampezzo. Er beendete das Springen auf dem 13. Platz und gewann damit seine ersten drei Weltcup-Punkte.
Bei den Olympischen Winterspielen 1980 in Lake Placid erreichte Aizawa auf der Normalschanze den 42. und auf Großschanze den 35. Platz.
Nach den Olympischen Spielen beendete Aizawa seine aktive Skisprungkarriere.